# 南安桃源宫陀罗尼经幢
南安桃源宫陀罗尼经幢，位于中国福建省南安市丰州镇桃源村桃源宫内。1961年5月10日公布为第一批福建省文物保护单位。2019年10月7日公布为第八批全国重点文物保护单位。